# Kimo
Kimo est une série télévisée jeunesse québécoise en noir et blanc diffusée entre le 27 juin 1956 et le 27 mai 1957 à la Télévision de Radio-Canada.

## Synopsis
Les aventures d'un petit esquimau du nom de Kimo.

## Fiche technique
- Scénarisation : Roger Garand qui est aussi le narrateur de la série.
- Réalisation : Louis Bédard et Pierre Desroches
- Société de production : Société Radio-Canada

## Distribution
- Hubert Loiselle : Kimo
- Guy L'Écuyer : Moko
- Paule Bayard
- Guy Ferron
- Renée Girard
- Yves Létourneau
- Jacques Zouvi